# آکو لوهمیس
آکو لوهمیس (فنلاندی: Aku Louhimies؛ ‏ ۳ ژوئیهٔ ۱۹۶۸) کارگردان فیلم و فیلم‌نامه‌نویس اهل فنلاند است. وی از سال ۲۰۰۰ میلادی تاکنون مشغول فعالیت بوده‌است.
از فیلم‌هایی که وی در آن‌ها نقش داشته‌است، می‌توان به در مهتاب و اومرتا ۶/۱۲ اشاره نمود.